# Тре Страде (Ла Специја)
Тре Страде је насеље у Италији у округу Ла Специја, региону Лигурија.
Према процени из 2011. у насељу је живело 143 становника. Насеље се налази на надморској висини од 82 м.